# Владимировка (Синельниковский район)
Владимировка (укр. Володимирівка) — село,
Синельниковский район,
Днепропетровская область,
Украина.
Население по данным 1982 года составляло 90 человек.
Село ликвидировано в ? году.

## Географическое положение
Село Владимировка находится в 1-м км от левого берега реки Нижняя Терса,
на расстоянии в 1,5 км от сёл Горки и Запорожское.
Рядом проходит железная дорога, станция Ивковка в 2,5 км.

## История
- ? — село ликвидировано.